# رود فصلی بیله‌دره
 رود فصلی بیله دره یک رود در حوضه آبریز دریاچه نمک در استان البرز ایران است که از البرز سرچشمه می‌گیرد. این رود در ارتفاع ۲۵۶۷ متری واقع شده است.